# Varietats d'arbre del pa a les Illes de la Societat

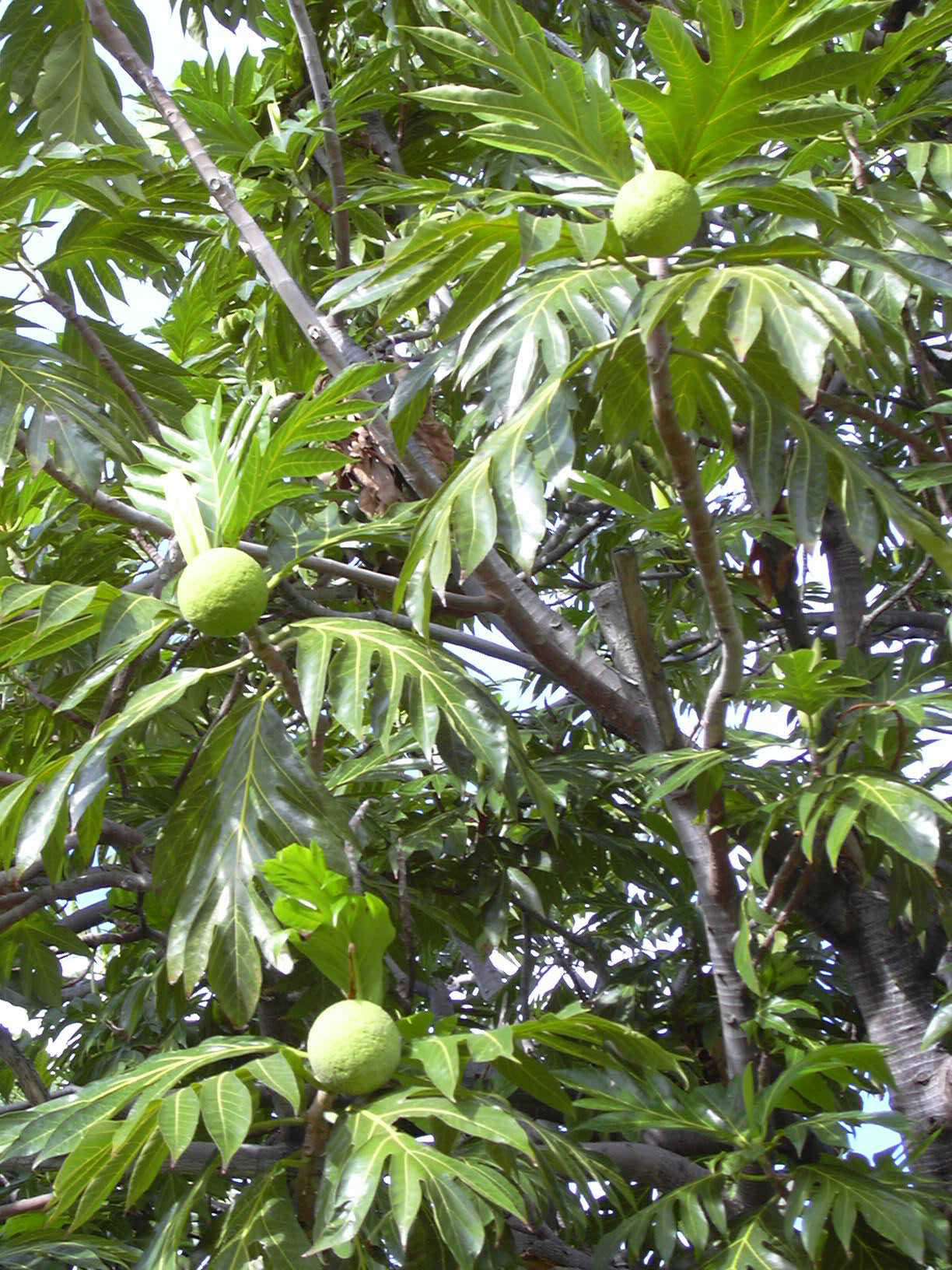
Arbre del pa amb el seu fruit.

L'arbre del pa (Artocarpus altilis) disposa de centenars de varietats esteses arreu de les illes del Pacífic i al sud-est asiàtic. A les Illes de la Societat, al cor de la Polinèsia, hom hi pot comptar fins a 26 varietats diferents dins les 14 illes de l'arxipèlag en una superfície de 1.598 km². Totes elles s'agrupen sota el nom genèric en llengua tahitiana de ’uru. A continuació, hom detalla les varietats a partir de les característiques pròpies de cada fruit:
- A’ata

Arbre del pa amb el fruit allargat –oblong– i de qualitat mediocre.
- Afara

Varietat amb un fruit petit que es cou ràpidament i que té la polpa insípida.
- Apuapua

Espècimen amb el fruit rodó de carn blanca i seca de bon cuinat. És una varietat molt apreciada a la zona.
- Aravei

Varietat amb un fruit de polpa groga pàlida, molt saborosa.
- Atiatia

Arbre del pa amb un fruit petit i rodó, de cuinat ràpid, polpa groga i de bon gust.
- Harare

Varietat amb un fruit de pell llisa i gust excel·lent.
- Havana

Espècimen d'arbre del pa amb un fruit de polpa de color groga or de molt bon gust, però que és de molt mala conservació, atès que s'ha de consumir 48 hores després d'haver collit.
- Huha papae

Varietat amb un fruit de pell verda fosca, de polpa blanca i gust agradable.
- Huero

Espècimen amb un fruit rodó de pell verda brillant. És fàcil de coure i es tracta de l'única varietat de fruita fèrtil.
- Maire

Arbre del pa amb un fruit de pell verda groguenca amb taques fosques. La polpa és de color groc i té un gust agradable després d'haver estat cuita.
- Mā’ohi

Varietat que té els fruits en penjolls de dos o tres. Són de cuinat lent i llarg i tenen una carn de gust agradable.
- Marea

Espècimen amb un fruit ovalat de pell verda brillant.
- Matateoa

Arbre del pa que té uns fruits de 25 cm de llarg i 15 cm de diàmetre de pell verda groguenca, lleugerament tacada de marró. És de cuinat ràpid i té un gust apagat.
- Paea

Varietat d'arbre del pa amb un gran fruit de 27 cm de llarg i 22 cm de diàmetre. La polpa és groga brillant. De gust agradable, fou una fruit reservada en el passat a les classes socials superiors de l'arxipèlag.
- Pae fe’e

Espècimen d'arbre del pa amb un fruit de 15 cm de diàmetre amb una pell de color verda pàl·lida tacada de marró. El cuinat és ràpid i la polpa és blanca cremosa amb un gust agradable.
- Paru o Paparu

Arbre del pa amb un fruit voluminós rodó i lleugerament ovalat amb la pell verda groguenca. Després d'haver-se cuinat, s'obté una polpa blanca prou gustosa.
- Pei

Varietat amb un fruit voluminós, ovalat de pell verda pàl·lida. S'ha de coure després d'haver-se collit. Té un gust dolç, ensucrat.
- Peti

Espècimen amb un fruit rodó, petit i aplatat dels extrems. Amb una pell prima, de color groga verdosa, es cou ràpidament i s'obté una polpa groga, fina de gust dolç i un pèl àcid, que és molt apreciat.
- Piriati

Arbre del pa amb un fruit de polpa de color crema de gust deliciós.
- Pua’a

Arbre del pa amb un fruit rodó de pell verda amarronada. El fruit madura molt lentament i es pot conservar entre 10 i 12 dies.
- Puero

Varietat d'arbre del pa de fruit rodó i molt gran, de pell molt rugosa, groga verdosa i amb taques marrons. Després d'haver-se cuit, té un gust excel·lent.
- Puero oviri

Espècimen amb un fruit rodó aplatat pels extrems de qualitat mediocre.
- Rare

Varietat d'arbre del pa amb fruits de 17 cm de llarg, de pell molt rugosa. Té una polpa groga pàl·lida amb petits grans.
- Rare autia

Es tracta de la varietat d'arbre del pa de les Illes de la Societat més preuada. Produeix un fruit rodó de 15 cm de diàmetre, de pell verda amb traces marrons de gust molt apreciat que antigament es reservava als ari’i (cabdills-reis de les illes).
- Tatara

Arbre del pa amb un fruit molt gros, perfumat i de la mida d'una pasteca. Pot pesar fins a 4,5 lkg i té una polpa de bona qualitat.
- Vai paere

Espècimen amb un fruit voluminós de pell verda groguenca amb taques marrons. Té una polpa forta, llisa, seca i de gust lleugerament agre.
Normalment, la població polinèsia de les Illes de la Societat distingeix les diferents varietats d'arbre del pa a partir de l'alçada de l'arbre, l'espessor, nervis i color de les fulles, i la disposició i característiques dels fruits.